# قانون اساسی الجزایر
قانون اساسی الجزایر (به عربی: دستور الجزائر)، مهم‌ترین قانون کشور الجزایر بود که پس از جنگ استقلال الجزایر (۱۹۵۴–۶۲)؛ پیش‌نویس آن توسط فرحات عباس رئیس‌جمهور وقت الجزایر تنظیم شد و بعد در زمان ریاست جمهوری احمد بن بلا توسط یک همه‌پرسی در سال ۱۹۶۳ به تصویب رسید.
این قانون اساسی ۱۸۲ اصل دارد.